# Шрёдер, Андреас
Андре́ас Шрёдер (нем. Andreas Schröder; род. 8 июля 1960, Йена, Гера) — немецкий борец вольного и греко-римского стилей. По вольной борьбе: чемпион и призёр чемпионатов мира, Европы, ГДР и ФРГ, бронзовый призёр Олимпийских игр 1988 года.

## Спортивные результаты

### Вольная борьба
- Чемпион мира (1991), серебряный призёр чемпионата мира (1987), бронзовый призёр чемпионатов мира (1982, 1986).
- 4-кратный чемпион Европы (1986, 1990, 1991, 1992), серебряный призёр чемпионата Европы (1987), бронзовый призёр чемпионатов Европы (1984, 1985, 1988).
- Бронзовый призёр Олимпийских игр 1988 года.

Выступал на Олимпийских играх 1992 года (5 место).
- 7-кратный чемпион ГДР (1982—1988)[1].
- Чемпион ФРГ (1991), серебряный призёр чемпионатов ФРГ (1992, 1993, 1994, 1995, 1996).
- Серебряный призёр чемпионата мира среди юниоров (1979).
- Серебряный призёр чемпионата Европы среди юниоров (1980).
- Бронзовый призёр чемпионата Европы среди юношей (1978).

Андреас Шрёдер боролся на 20 крупнейших международных турнирах (Олимпийские игры, чемпионаты мира и чемпионаты Европы) и выиграл 13 медалей.

Шрёдер также являлся успешным борцом-ветераном. Он выиграл в общей сложности пять титулов чемпиона мира в этой возрастной группе.

### Греко-римская борьба
- Участник Чемпионата мира 1986 года в Будапеште (6 место).

## Видео
- Чемпионат мира 1991, вольная борьба, до 130 кг, финал: Андреас Шрёдер (Германия) — Геннадий Жильцов (СССР)